# Фуршет (мережа супермаркетів)
Фурше́т — українська мережа магазинів. Існувала в 1998—2021 роках. 2021 року був розпочатий процес банкрутства. Більшість магазинів викупила інша мережа — «Сільпо».

## Передісторія
До створення торгівельної мережі «Фуршет» з 1992 року існувала інша — «Ля Фуршет», яку, втім, було закрито у 1998 році. Саме цей рік вважається точкою відліку існування мережі.

## Сучасність
Мережу було започатковано у 1998 році, коли з'явився перший магазин з номінальною назвою.
Складалася із 45 магазинів по всій країні, що мали у продажу понад 15000 товарів.
Розповсюджувала власні торгові марки «Фуршет» (продукти) та «Народна» (промислові товари).
У 2019 році мережа провела ребрендинг уперше за 20 років існування.
18 січня 2021 року Господарський суд Дніпропетровської області почав процедуру банкрутства компанії «Рітейл Центр», яка володіє мережею супермаркетів «Фуршет». Експерти стверджують, що таке рішення може породити нездорову конкуренцію на ринку продуктового ритейлу. Через місяць, 18 лютого 2021 року, АМКУ дозволив ТОВ «Сільпо-Фуд», компанії-власниці мережі «Сільпо», купити 25 магазинів «Фуршет» у 21 місті України.
Також, починаючи з кінця 2020 року розпочалося створення гіпермаркету «За так» на базі магазинів «Фуршет». У 2020 році запрацював у Житомирі, а у березні 2021 у Вінниці.
У «За так» продаються товари торгової марки «Народна», яка була виготовлена для магазину «Фуршет». Також назви продукції у відділі кулінарії та пекарні ідентичні «Фуршету».